# Laguna Portia
La laguna Portia es una laguna amazónica boliviana de agua dulce ubicada al este del departamento del Beni en la provincia Iténez, cerca de grandes lagos como el de Huachi, la laguna tiene una superficie de 28 kilómetros cuadrados (km²) y una forma irregular ya que presenta varios brazos que se adentran en la espesa selva.
Tiene un perímetro costero de 55 kilómetros y se encuentra a 200 metros sobre el nivel del mar